# ウィー・アー・オンリー・イン・イット・フォー・ザ・マニー
『ウィー・アー・オンリー・イン・イット・フォー・ザ・マニー』（We're Only in It for the Money）は、フランク・ザッパ率いるマザーズ・オブ・インヴェンションが1968年に発表した3作目のアルバム。

## 解説
ザッパは当初、3作目のアルバムはレニー・ブルースとの漫談を取り入れた内容にしようと考えていたが、最終的にはビートルズのコンセプト・アルバム『サージェント・ペパーズ・ロンリー・ハーツ・クラブ・バンド』のパロディという路線になった。歌詞の内容は、当時のヒッピー・ムーブメントを風刺したものとなっている。
ジャケットも同作のパロディで、見開きジャケットの表が『サージェント・ペパーズ・ロンリー・ハーツ・クラブ・バンド』の表ジャケットのパロディ、裏ジャケットに歌詞を記載、内側の2面に女装したメンバーが並んでいるという構図が意図されていた。しかし、レコード会社の判断により内側と外側が入れ替えられ、メンバーの女装写真が表ジャケットとされた。
本作のジャケット・デザインを担当したカル・シェンケルは、その後も多くのザッパ作品のデザインに関わることとなる。シェンケルは、1966年にロサンゼルスにヒッチハイクした際、ザッパのデビュー・アルバム『フリーク・アウト!』の録音現場を目撃しており、1967年、シェンケルの当時のガールフレンドが彼の作品をザッパに見せたことで、一緒に仕事をするようになる。そして、その後も多くのザッパ作品に関わることとなった。
レコーディングは1967年10月に完了したが発売は大幅に遅れてしまい、一部楽曲は検閲を受けてしまう。例として、「マザー・ピープル」は「fuck」という言葉が問題視されて一部が削られたため、ザッパは「ホット・プープ」の後に削除された箇所を逆回転で収録した。「ハリー、ユー・アー・ア・ビースト」は曲の一部が逆回転にされ、歌詞が聞き取れないよう処理された。
オリジナル盤LPは検閲されたバージョン(Partly Censoredバージョン)で発売されたが、更に検閲されたバージョン(Heavily Censoredバージョン)がヴァーヴ・レコードによってザッパの了承を得ずに作られ発売された。モノラル盤やヨーロッパでの初版ステレオ盤はHeavily Censoredバージョンのみの発売だった。Heavily Censoredバージョンでは曲の一部がカットされ、特に「レッツ・メイク・ザ・ウォーター・ターン・ブラック」は曲の構成に不自然なままカットされている。（但し「強制収容所の月」ではPartly Censoredバージョンには無い語りが含まれている）ザッパがこの検閲処理を知るのはオランダでのこのアルバムに対する授賞式の壇上だった。「この受賞はこの編集をした奴にやるべきだ」とスピーチしたという。未発表のモノラルPartly Censoredバージョンは2008年の「Lumpy Money」で初公開された。
1986年に発売された、次作『ランピー・グレイヴィ』（1968年）との2 in 1による初代CDでは、ジャケットはザッパが本来意図していた、『サージェント・ペパーズ〜』の表ジャケットのパロディを表にしたものとなり、1985年にリズム・トラックを録り直されたヴァージョンが収録されて、問題となった「マザー・ピープル」は検閲前のヴァージョンで収録された。

しかし、初代CDは「差し替えられたリズム・トラックが不自然」、「オーバーダビングされた笛の音が邪魔」、「一部の曲でピッチが速くなった」等々決して評判は良くなく、後のリマスターCDでは、オリジナル検閲バージョンの内容に戻された。尚、「マザー・ピープル」のオリジナルのリズム・トラックによる検閲前ヴァージョンは当時発売されたベスト盤「Mothermania」で聞く事が出来る。これは契約で不本意ながらベスト盤を出さざるを得なくなったザッパが敢えて検閲前のマスターをレコード会社(ヴァーヴ・レコード)に渡したところ、レコード会社がそれに気づかず、そのまま発売してしまった為である。「Mothermania」はアナログLPは廃盤で、CD化もされなかったので長らく入手困難であったが、現在はzappa.comからFLAC、MP3形式でダウンロード可能である。
又、リズム・トラックを差し替えたヴァージョンの初代CDは既に廃盤だが、2008年に発表された「Lumpy Money」に"1984 UMRK Remix”として全曲が収録されている。
本作は、Billboard 200で30位に達した。『アポストロフィ (')』（1974年）が全米10位に達するまでの間、本作がザッパのアルバムとしては全米チャートで最高位を獲得した作品であった
『ローリング・ストーン誌が選ぶオールタイム・ベストアルバム500』に於いて、297位にランクイン。

## 収録曲
全曲フランク・ザッパ作。オリジナルLPでは18曲入りと表記されていたが、1985年の「THE OLD MASTERS BOX ONE」での再発以降「ボウ・タイ・ダディー」のイントロであった「電話の会話」が独立した1曲となって19曲入りと表記されている。
1. アー・ユー・ハング・アップ? - "Are You Hung Up?" - 1:25
2. フー・ニーズ・ザ・ピース・コー - "Who Needs the Peace Corps?" - 2:34
3. 強制収容所の月 - "Concentration Moon" - 2:22
4. マム・アンド・ダッド - "Mom & Dad" - 2:16
5. 電話の会話 - "Telephone Conversation" - 0:49
6. ボウ・タイ・ダディー - "Bow Tie Daddy" - 0:33
7. ハリー、ユー・アー・ア・ビースト - "Harry, You're a Beast" - 1:21
8. ホワッツ・ザ・アグリエスト・パート・オブ・ユア・ボディー? - "What's the Ugliest Part of Your Body?" - 1:03
9. アブソリュートリー・フリー - "Absolutely Free" - 3:24
10. フラワー・パンク - "Flower Punk" - 3:03
11. ホット・プープ - "Hot Poop" - 0:26
12. 鼻で記憶している蒸気オルガン音楽 - "Nasal Retentive Calliope Music" - 2:02
13. レッツ・メイク・ザ・ウォーター・ターン・ブラック - "Let's Make the Water Turn Black" - 2:02
14. ジ・イディオット・バスタード・サン - "The Idiot Bastard Son" - 3:18
15. ロンリー・リトル・ガール - "Lonely Little Girl" - 1:09
16. ダンスに服はいらない - "Take Your Clothes off When You Dance" - 1:32
17. ホワッツ・ザ・アグリエスト・パート・オブ・ユア・ボディー?（リプライズ） - "What's the Ugliest Part of Your Body? (Reprise)" - 1:02
18. マザー・ピープル - "Mother People" - 2:26
19. クロム・メッキのメガホン - "The Chrome Plated Megaphone of Destiny" - 6:26

## 参加ミュージシャン
- マザーズ・オブ・インヴェンション
  - フランク・ザッパ - ギター、ボーカル
  - ディック・バーバー - ボーカル
  - ドン・プレストン - キーボード
  - ロイ・エストラーダ - ベース、ボーカル
  - ジミー・カール・ブラック - トランペット、ドラムス、ボーカル
  - ビリー・ムンディ - ドラムス、ボーカル
  - バンク・ガードナー - 木管楽器
  - ユークリッド・ジェームズ・モーターヘッド・シャーウッド - ギター、木管楽器、ボーカル
  - イアン・アンダーウッド - ピアノ、木管楽器
  - スージー・クリームチーズ - 電話の声
- その他
  - エリック・クラプトン - 語り
  - ゲイリー・ケルグレン - 囁き声